# دویل لیدی
دویل لیدی (به انگلیسی: Devil Lady) که در ژاپن تحت عنوان دویل‌من لیدی (ژاپنی: デビルマンレディー هپبورن: Debiruman Redī) شناخته می‌شود، یک مجموعه مانگا ژاپنی است که توسط گو ناگایی نوشته و مصورسازی شده‌است و دنبالهٔ مجموعه مانگا دویل‌من به‌شمار می‌رود. این سری نخستین بار توسط انتشارات کودانشا از ژانویه ۱۹۹۷ تا ژوئیه ۲۰۰۰، به تعداد ۱۷ جلد تانکوبون در مجلهٔ سینن مانگا ویکلی مورنینگ به چاپ رسید. داستان مجموعه دربارهٔ یک معلم جوان (در نسخهٔ انیمه سوپرمدل) به نام جون فودو است که می‌تواند به یک موجود شیطانی قدرتمند تبدیل شود و از بشریت در مقابل هیولاهای شیطانی محافظت کند.
یک مجموعه تلویزیونی انیمه ۲۶ قسمتی نیز برگرفته از نسخه مانگا و به کارگردانی توشیکی هیرانو توسط استودیوی تی‌ام‌اس انترتینمنت دستمایه اقتباس قرار گرفت که از اکتبر ۱۹۹۸ تا مه ۱۹۹۹ در شبکهٔ ام‌بی‌اس پخش شد. همچنین یک سری مانگا کراس اوور نیز با مجموعه کیوتی هانی، دیگر اثر گو ناگایی در سال ۲۰۱۳ تحت عنوان کیوتی هانی در برابر دویل‌من لیدی منتشر شد.